# Argentinisch-britische Beziehungen
Die Argentinisch-britischen Beziehungen sind das zwischenstaatliche Verhältnis zwischen Argentinien und dem Vereinigten Königreich. Beide Länder nahmen im Jahr 1825 diplomatische Beziehungen auf und im 19. und frühen 20. Jahrhundert war das Vereinigte Königreich der wichtigste Wirtschaftspartner und Auslandsinvestor für Argentinien. Es entstand zudem ein lebhaftes britisches Kulturleben in der argentinischen Hauptstadt Buenos Aires. Britische Einwanderer gründeten eigene Vereine und führten Fußball (heute Volkssport im Land) und weitere Sportarten in Argentinien ein. Erst unter Juan Perón trübten sich die Beziehungen ein, der in den 1940er Jahren britische Besitztümer im Land verstaatlichen ließ. Danach wurde die Beziehungen beider Länder vom Streit um die Falklandinseln überschattet, die vor der Küste Patagoniens liegen und 1833 von den Briten annektiert wurden.1982 eskalierte der Streit und mündete in einen 74-tägigen Krieg, der knapp 900 Menschen das Leben kostete und mit einem britischen Sieg endete. Erst 1990 wurden wieder diplomatische Beziehungen aufgenommen, die sich in der Folgezeit wechselhaft gestalteten und von der ungelösten Falklandfrage überschattet wurden, da Argentinien weiterhin Anspruch auf das Gebiet erhebt.

## Geschichte

### Frühe Beziehungen im 19. Jahrhundert

Lage der Falklandinseln/Islas Malvinas

Die ersten direkten Kontakte zwischen Großbritannien und dem Gebiet des heutigen Argentinien fanden während der Napoleonischen Kriege statt. In den Jahren 1806 und 1807 unternahm das Britische Weltreich zwei Invasionsversuche gegen die spanische Kolonie am Río de la Plata. Beide Angriffe wurden von lokalen Milizen in Buenos Aires abgewehrt, was das Selbstbewusstsein der einheimischen Criollos stärkte. Nach der Unabhängigkeitserklärung der Vereinigten Provinzen des Río de la Plata (1816) suchte die junge Republik den Zugang zu internationalen Märkten. Großbritannien stand den Loslösungsbestrebungen von Spanien wohlwollend gegenüber und erkannte 1825 formell die Unabhängigkeit Argentiniens an. In diesem Zuge unterzeichneten beide Staaten am 2. Februar 1825 einen Freundschafts-, Handels- und Schifffahrtsvertrag, der die Grundlage für diplomatische Beziehungen bildete.
Trotz der grundsätzlich freundschaftlichen Aufnahme diplomatischer Kontakte blieben Konfliktpunkte nicht aus. So beanspruchte Argentinien die im Südatlantik gelegene Inselgruppe der Islas Malvinas (Falklandinseln) als Erbe der spanischen Krone, stationierte dort Personal und verlieh 1829 einen formalen Status als argentinisches Verwaltungsgebiet. Großbritannien erhob zunächst keinen Widerspruch dagegen. Am 3. Januar 1833 jedoch besetzten britische Marineeinheiten die Malvinen-Inseln und vertrieben die dortige argentinische Verwaltung. Dieser Akt zu Friedenszeiten löste umgehend offizielle Proteste der argentinischen Regierung aus, doch London wies die argentinischen Souveränitätsansprüche zurück. Damit entstand ein Streit um die Falklandinseln, der die bilateralen Beziehungen bis in die Gegenwart belasten sollte. In der Folgezeit unterhielt Argentinien trotz anhaltender formeller Protestnoten zunächst nur auf diplomatischer Ebene seinen Anspruch weiter, während Großbritannien ab 1841 eine eigene Kolonialverwaltung auf den Falklands einrichtete.
Trotz dieses Territorialkonflikts entwickelten sich im 19. Jahrhundert enge wirtschaftliche und gesellschaftliche Verflechtungen. Großbritannien avancierte zum wichtigsten Handelspartner und Investor Argentiniens. Britische Kaufleute, Ingenieure und Siedler wanderten in größerer Zahl ein und prägten die aufstrebende Hafenmetropole Buenos Aires. Britisches Kapital finanzierte in hohem Maße Infrastrukturprojekte wie den Eisenbahnbau. Bis 1914 verfügte Argentinien über das sechstlängste Eisenbahnnetz der Welt; rund 70 % davon standen unter britischer Kontrolle. 1910 hatten britische Unternehmen die enorme Summe von 186 Millionen Pfund im Land investiert, was einen Großteil des ausländischen Kapitals im Lande ausmachte. Diese massive Kapitalzufuhr trug entscheidend dazu bei, dass Argentinien um die Jahrhundertwende zu den wohlhabendsten Ländern der Welt zählte und wirtschaftlich als Kornkammer und Rinderfarm Großbritanniens fungierte. Argentinien exportierte Getreide, Wolle und Rindfleisch in großen Mengen nach Großbritannien und importierte im Gegenzug britische Fertigwaren. Gegen 1914 war Argentinien der wichtigste Handelspartner Londons in Lateinamerika. Neben ökonomischen Verbindungen entstand in Argentinien auch eine britische Gemeinschaft mit eigenen Schulen, Kirchen, Zeitungen (etwa der Buenos Aires Herald) und Sportvereinen, was die Beziehungen auf gesellschaftlicher Ebene festigte.

### Erste Hälfte des 20. Jahrhunderts

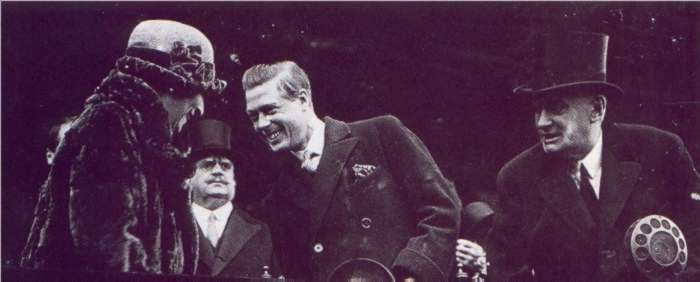
Präsident Marcelo Torcuato de Alvear und die First Lady Regina Pacini mit dem späteren König Edward VIII. des Vereinigten Königreichs in Mar del Plata (1925)

Während des Ersten Weltkriegs blieb Argentinien neutral und profitierte von der ungebrochenen Nachfrage Großbritanniens nach argentinischen Lebensmitteln. So waren während des Kriegs die Lebensmittellieferungen aus Argentinien von entscheidender Bedeutung für den Sieg der Triple Entente, während dem Deutschen Reich die Nahrungsmittelreserven ausgingen. Nach Kriegsende setzte sich die enge Handelsbindung fort. Allerdings geriet Argentinien mit Beginn der 1930er Jahre – infolge der Weltwirtschaftskrise und britischer Handelsschutzmaßnahmen – unter Druck, seinen bevorzugten Zugang zum britischen Markt zu sichern. Die britischen Dominions (etwa Australien und Neuseeland) erhielten in dieser Zeit Handelspräferenzen im Empire, was Argentiniens wichtigen Rindfleisch-Export zu beeinträchtigen drohte. In diesem Kontext handelte der argentinische Vizepräsident Julio A. Roca Jr. 1933 in London ein bedeutendes bilaterales Handelsabkommen mit dem britischen Handelsminister Walter Runciman aus, bekannt als Roca-Runciman-Pakt (Pacto Roca-Runciman).
Der am 1. Mai 1933 unterzeichnete Pakt sicherte Argentinien eine feste Quote für den Export von gekühltem Rindfleisch nach Großbritannien zu. Im Gegenzug räumte Argentinien Großbritannien erhebliche Vorteile ein. So mussten britischen Unternehmen in Argentinien deutliche Zugeständnisse gemacht werden. Zudem versprach Buenos Aires, britische Importe nicht zu benachteiligen und keinerlei neue staatliche Fleischkonkurrenten (Schlachthöfe, Kühlhäuser) aufzubauen. Der Vertrag wurde in Argentinien kontrovers diskutiert – manche sahen darin einen notwendigen Schritt zum Erhalt des wichtigen Exportmarktes, andere kritisierten die einseitigen Zugeständnisse als Zeichen wirtschaftlicher Abhängigkeit von Großbritannien. Dennoch markierte der Pakt einen Höhepunkt der bilateralen Wirtschaftsbeziehungen in der Zwischenkriegszeit.
Politisch näherten sich Argentinien und Großbritannien ab den 1930er Jahren wieder vorsichtig an, doch blieben Spannungen spürbar. Im Zweiten Weltkrieg hielt Argentinien bis nahezu zum Kriegsende an einer Neutralitätspolitik fest, was von den Alliierten – insbesondere den USA – mit Argwohn beobachtet wurde. Teile der argentinischen Führung unter Juan Perón sympathisierten mit den Achsenmächten und dem Faschismus, und erst durch erheblichen diplomatischen Druck erklärte Argentinien Deutschland und Japan im März 1945 den Krieg. Diese Kriegserklärung hatte nur symbolischen Charakter, da die Kampfhandlungen in Europa zu diesem Zeitpunkt fast beendet waren. Allerdings führte die spät erfolgte Positionierung dazu, dass Argentinien zunächst vom Nachkriegs-Aufbau internationaler Institutionen (z. B. der UNO-Gründungsphase) ausgeschlossen blieb. Gleichzeitig hinterließ der Krieg Großbritannien wirtschaftlich geschwächt und es war verstärkt auf die Unterstützung seiner ehemaligen Kolonien und neuer Partner angewiesen. Argentinien befand sich hingegen in einer vergleichsweise komfortablen Lage: Es hatte während des Krieges erhebliche Exportüberschüsse erwirtschaftet, die in Form von Guthaben in London angelegt waren.
Unmittelbar nach dem Zweiten Weltkrieg kam es zu einer markanten Verschiebung in den bilateralen Beziehungen. Die Perón-Regierung in Argentinien verfolgte einen nationalistischen, auf wirtschaftliche Unabhängigkeit abzielenden Kurs. 1946–1948 kaufte und verstaatlichte Argentinien mit seinen in Großbritannien gehaltenen Kreditguthaben die britischen Eisenbahngesellschaften und weitere Infrastrukturunternehmen im Land. Damit endete die Ära der dominierenden britischen Wirtschaftspräsenz in Argentinien abrupt. London wurde zwar für die Enteignungen entschädigt, trotzdem kühlte das Verhältnis in der zweiten Hälfte der 1940er Jahre deutlich ab. Argentinien orientierte sich außenpolitisch stärker an den USA und trat 1948 dem interamerikanischen Verteidigungspakt (TIAR) bei. Auf internationaler Bühne – etwa in der Organisation Amerikanischer Staaten (OAS) und bei den Vereinten Nationen – brachte Buenos Aires immer wieder Resolutionen ein, welche die britische Souveränität über die Falklandinseln in Frage stellten.

### Der Konflikt um die Falklandinseln (1950–1990)

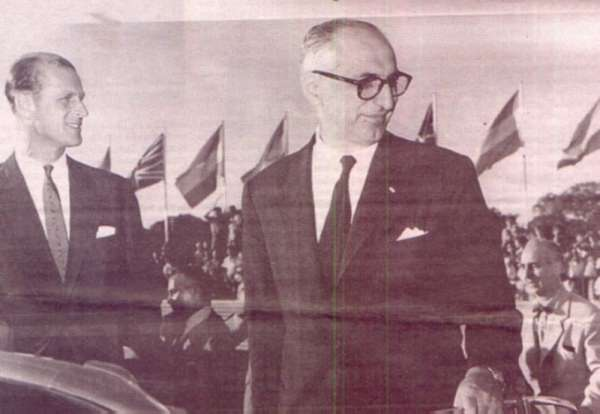
Prinz Philip, Duke of Edinburgh mit Arturo Frondizi (1962)

In der zweiten Hälfte des 20. Jahrhunderts prägte der Falklandkonflikt zunehmend die bilateralen Beziehungen. Argentinische Regierungen aller Couleur stellten die Zugehörigkeit der Inselgruppe immer wieder infrage und forderten Verhandlungen über deren Status. Großbritannien seinerseits beharrte auf der Geltung seines Hoheitsanspruchs seit 1833 und verwies auf das Selbstbestimmungsrecht der überwiegend britischstämmigen Inselbevölkerung. 1965 erzielte Argentinien einen diplomatischen Erfolg, als die UN-Vollversammlung in Resolution 2065 die Falklandinseln als Kolonialfall anerkannte und beide Seiten zur friedlichen Aushandlung einer Lösung aufforderte. In der Folgezeit kam es zwischen London und Buenos Aires zu Sondierungsgesprächen über mögliche Kompromisse – zeitweise wurde sogar über ein Kondominium oder ein Pachtmodell („leaseback“) diskutiert. Doch scheiterten diese Ansätze letztlich am Widerstand sowohl in der Inselbevölkerung als auch bei Hardlinern in beiden Ländern. Die Bewohner der Falklands lehnten es ab, Teil Argentiniens zu werden, und Großbritannien wollte das Gebiet nicht abgeben.
Ab 1976 verschlechterte sich das Klima zusätzlich, nachdem in Argentinien eine rechtsgerichtete Militärdiktatur an die Macht gekommen war. Die Junta setzte ab 1981 unter General Leopoldo Galtieri verstärkt auf nationalistische Rhetorik und sah in der Rückeroberung der „Islas Malvinas“ eine Gelegenheit, von innenpolitischen Problemen abzulenken. Am 2. April 1982 landeten argentinische Truppen auf den Falklandinseln und besetzten das Gebiet gewaltsam. Großbritannien, von der Invasion zunächst überrascht, reagierte unter Premierministerin Margaret Thatcher mit der Entsendung einer großen Marine- und Luftwaffenverbundgruppe in den Südatlantik. Es kam zum Falklandkrieg, der rund 74 Tage andauerte. Trotz internationaler Vermittlungsversuche und Sanktionen der EG blieb Argentinien hart, hatte aber die militärische Entschlossenheit Großbritanniens unterschätzt. Die britischen Streitkräfte landeten im Mai 1982 auf den Inseln und konnte die argentinischen Einheiten in mehreren Gefechten zurückdrängen. Am 14. Juni 1982 kapitulierten die argentinischen Truppen in Port Stanley, womit Großbritannien die volle Kontrolle über die Falklands sowie Südgeorgien und die Südlichen Sandwichinseln wiederherstellte. In dem kurzen Krieg starben knapp 900 Menschen – 649 Argentinier und 255 Briten – und über 11.000 Argentinier gerieten in Kriegsgefangenschaft.

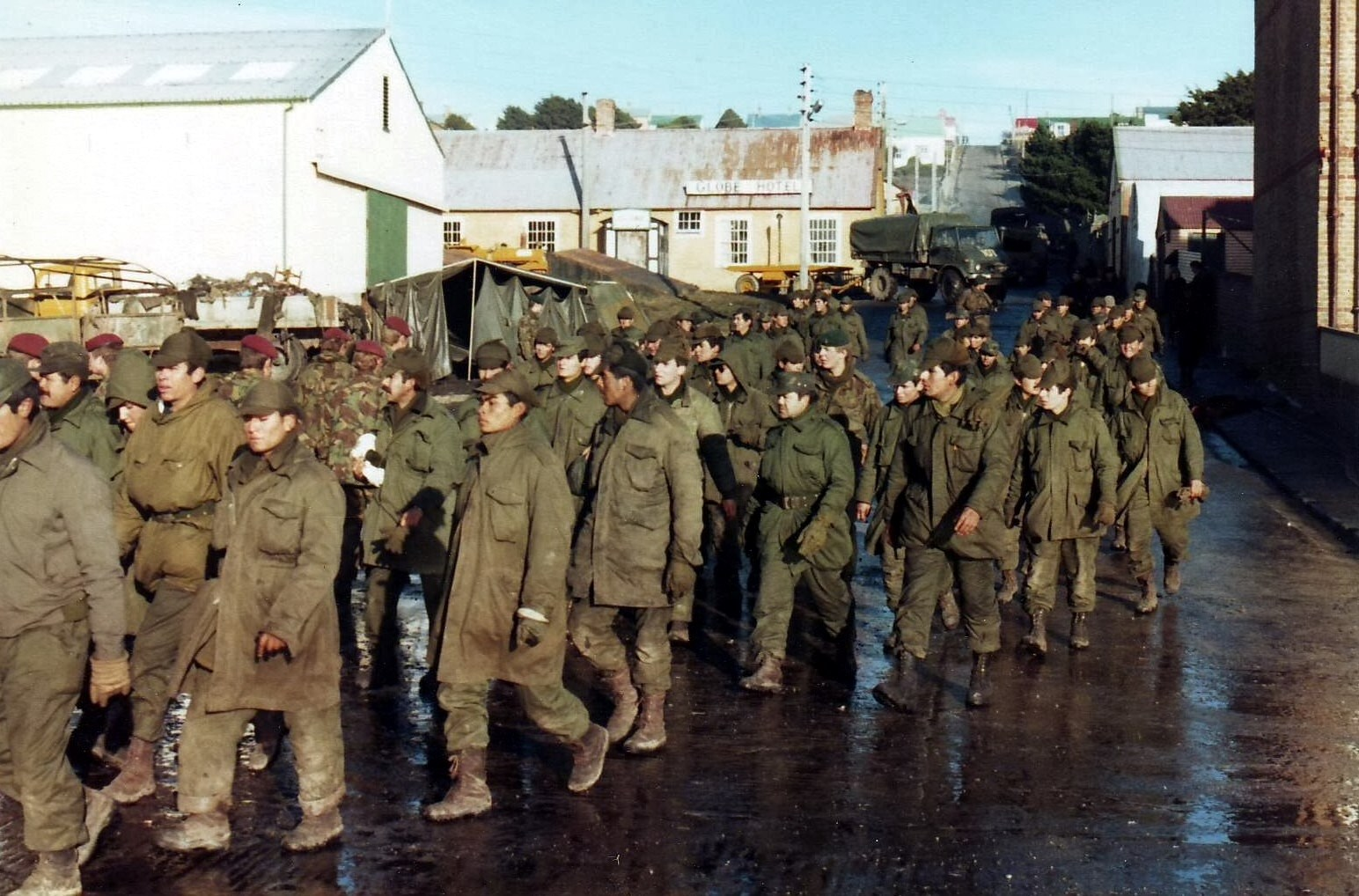
Argentinische Kriegsgefangene in Port Stanley (1982)

Die Niederlage im Falklandkrieg hatte weitreichende innenpolitische Auswirkungen. Das Ansehen der argentinischen Militärregierung war durch das Debakel irreparabel beschädigt; Massendemonstrationen und der Ansehensverlust führten noch 1983 zum Zusammenbruch der Junta und zur Rückkehr zur Demokratie in Argentinien. In Großbritannien hingegen stärkte der Sieg den Patriotismus und die Popularität Thatchers erheblich. Die Regierung in Buenos Aires brach nach der Niederlage alle verbleibenden Kontakte zu Großbritannien ab – formal befanden sich beide Länder jedoch nicht im Kriegszustand, da es nie zu einer offiziellen Kriegserklärung gekommen war. Ein Waffenstillstand oder Friedensvertrag wurde zunächst nicht geschlossen, doch verhängte London ein Waffenembargo und reaktivierte eine militärische Präsenz auf den Falklands, während Argentinien seinerseits das Gebiet weiterhin als okkupierten Teil der Provinz Tierra del Fuego betrachtete. 
Erst 1989 – sieben Jahre nach dem Konflikt – gelang unter Vermittlung der Regierung von Spanien eine schrittweise Annäherung. In Madrid einigten sich britische und argentinische Emissäre auf eine Abmachung, die den Weg zur Wiederaufnahme diplomatischer Beziehungen ebnete. Im Februar 1990 wurden die vollen diplomatischen Beziehungen offiziell wiederhergestellt, ohne dass Argentinien jedoch auf seinen Anspruch auf die Falklands verzichten musste. Beide Seiten erklärten in einer gemeinsamen Mitteilung den Konflikt von 1982 für beendet und vereinbarten praktische Kooperation etwa in den Bereichen Fischerei und Schifffahrt um die Inseln, ohne dass jedoch die Zugehörigkeit der Falklandinseln abschließend geklärt wurde.

### Normalisierung der Beziehungen nach 1990

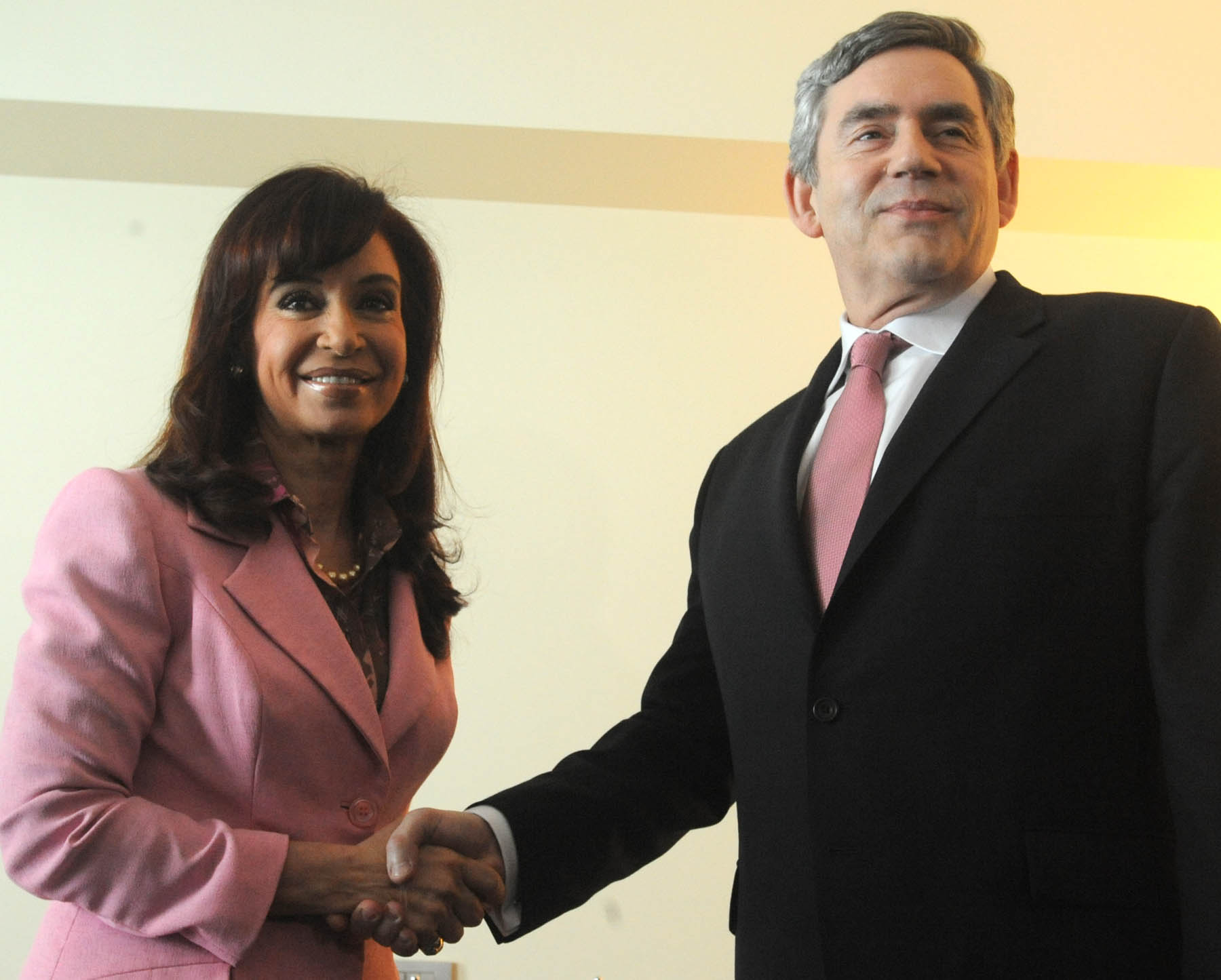
Cristina Fernández de Kirchne mit Gordon Brown (2009)

Die 1990er Jahre brachten eine deutliche Entspannung im bilateralen Verhältnis. Unter Präsident Carlos Menem verfolgte Argentinien eine Politik der Aussöhnung mit Großbritannien, die die Basis für neue Verträge und Kooperationen schuf. 1995 schlossen beide Regierungen ein Abkommen zur gemeinsamen Nutzung von Erdöl- und Gasvorkommen in der Region um die Falklands, und es wurden Direktflüge zwischen dem argentinischen Festland und den Inseln eingerichtet. Hohe Staatsbesuche unterstrichen die Verbesserungen: So reiste Präsident Menem 1998 nach London, und im folgenden Jahr besuchte Prinz Charles Buenos Aires – der erste offizielle Besuch eines Mitglieds der britischen Königsfamilie in Argentinien seit fast 70 Jahren. Argentinien erklärte die Malvinas-Frage zwar weiterhin zur nationalen Sache, doch betonte Menems Regierung, man wolle den Streit ausschließlich auf friedlichem, diplomatischem Wege lösen.
Trotz dieser Fortschritte flammten im neuen Jahrtausend die Spannungen zeitweise wieder auf. Im 21. Jahrhundert bleibt die Souveränitätsfrage über die Falklandinseln ein ständiger Streitpunkt der argentinisch-britischen Beziehungen. Insbesondere während der Präsidentschaft von Cristina Fernández de Kirchner (2007–2015) wurde der Anspruch Argentiniens vehement bekräftigt und die internationale Unterstützung dafür gesucht. Bereits kurz vor ihrer Amtsübernahme ließ ihr Mann Néstor Kirchner das Rohstoffabkommen von 1995 aufkündigen. Zugleich verstärkte Großbritannien seine Bindungen an die Inselbewohner. 2009 wurde eine neue Verfassung für die Falklands eingeführt, und im Jahr 2013 hielten die Falklandinsulaner ein Referendum ab, in dem 99,8 % der Abstimmenden für den Verbleib bei Großbritannien votierten (nur 3 Personen stimmten dagegen). Im Juni 2012 waren Kirchner und der britische Premier David Cameron im Rahmen des diesjährigen G20-Gipfels in Los Cabos aneinandergeraten. Premierminister Cameron sagte Präsidentin Kirchner, sie solle „die Ansichten“ der Bewohner der Falklandinseln in der Frage der künftigen Souveränität der Insel „respektieren“. Präsidentin Kirchner versuchte daraufhin, dem Premierminister einen Umschlag zu überreichen, doch dieser lehnte die Annahme ab.
2016, nach dem Regierungswechsel zu Präsident Mauricio Macri, kam es zu einer Annäherung. In einer gemeinsamen Erklärung, dem Foradori-Duncan-Kommuniqué, vereinbarten beide Seiten u. a. wirtschaftliche Kooperation in Handel, Infrastruktur und Rüstung sowie humanitäre Maßnahmen wie die Identifizierung gefallener Soldaten. Auch der Dialog über Flüge und Fischereimanagement um die Inseln wurde erneut aufgenommen und die Ausbeutung von Rohstoffabkommen bei den Falklands angekündigt. Misstrauen blieb allerdings beiderseitig bestehen. So verhinderten die Briten 2020 die Auslieferung südkoreanischer Kampfflugzeuge für die Modernisierung der argentinischen Luftwaffe. Unter Präsident Alberto Ángel Fernández wurde im März 2023 das Foradori-Duncan-Abkommen einseitig von Argentinien aufgekündigt. Nach seiner Wahl zum Präsidenten Argentiniens im Jahr 2023 erklärte Javier Milei, Argentinien habe eine „nicht verhandelbare Souveränität“ über die Falklandinseln.

## Kulturbeziehungen

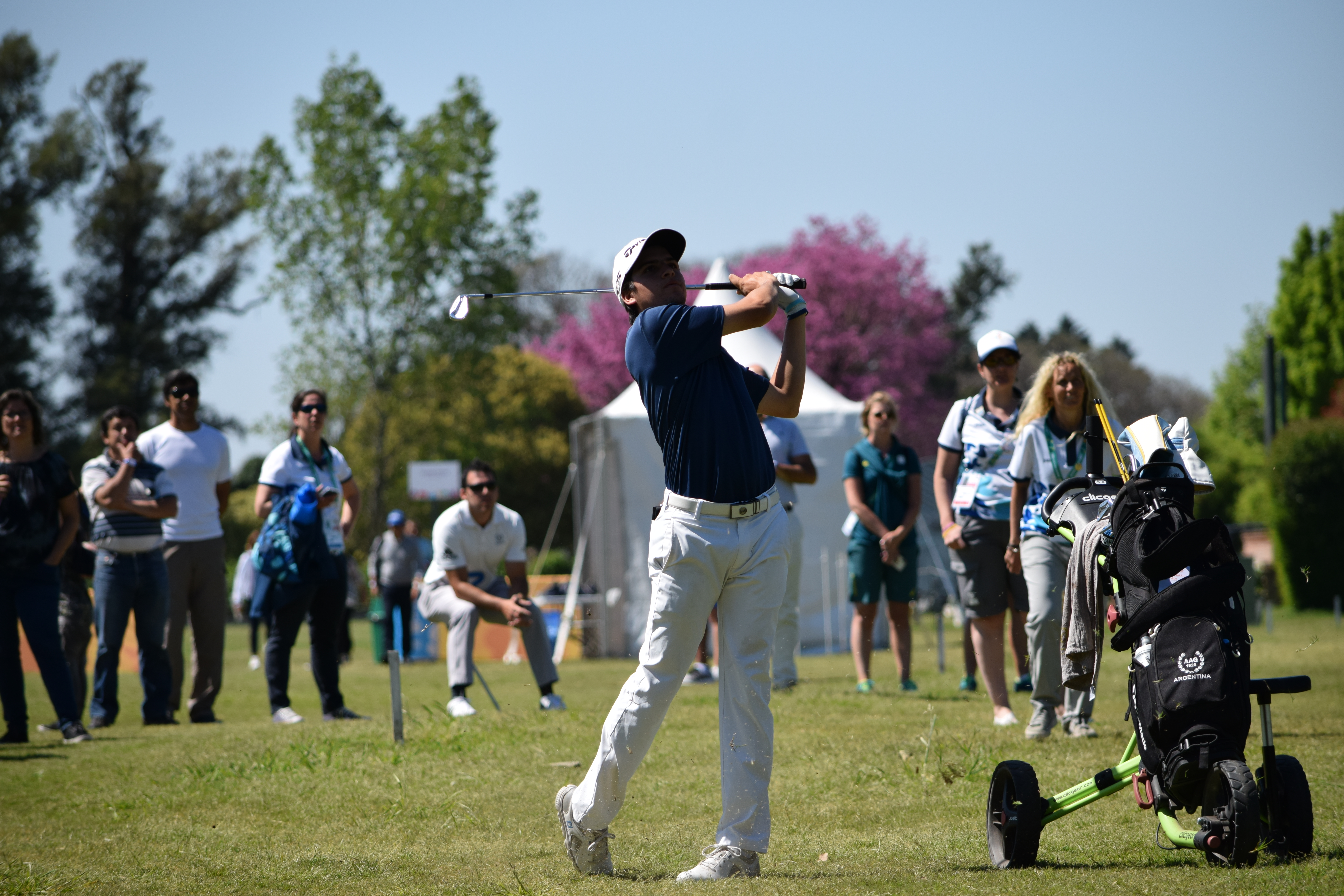
Hurlingham Club in Buenos Aires

Auf kulturellem Gebiet verbindet Argentinien und Großbritannien eine reichhaltige Geschichte des gegenseitigen Einflusses. In Argentinien bestehen mehrere bilinguale Schulen (Englisch-Spanisch), die teils auf Gründungen britischer Einwanderer zurückgehen (z. B. St. Andrew’s Scots School seit 1838 oder Buenos Aires English High School seit 1884). Diese Schulen und die von britischen Gemeinden herausgegebenen Zeitungen trugen zur Verbreitung der englischen Sprache bei der argentinischen Oberschicht bei. In Buenos Aires entstanden viktorianisch geprägte Clubs (z. B. der Britannia Club) und es gab einen intensiven Austausch in Literatur und Musik. Argentinische Schriftsteller wie Jorge Luis Borges bewunderten englische Autoren und übersetzten englischsprachige Werke ins Spanische. Andererseits fand der Tango – Argentiniens ikonischer Musik- und Tanzstil – schon früh Anklang in Großbritannien: Bereits in den 1910er Jahren schwappte eine „Tangowelle“ nach London, und argentinische Tänzer traten dort auf. In jüngerer Zeit fördern Einrichtungen wie das British Council (seit den 1940ern in Buenos Aires tätig) und das argentinische Pendant Fundación Argentina para el Intercambio Cultural den bilateralen Dialog in Kunst, Bildung und Wissenschaft. Trotz der politischen Spannungen des 20. Jahrhunderts riss dieser kulturelle Austausch nie ganz ab.

### Sport
Briten – Engländer, Schotten, Iren und Waliser – gründeten in argentinischen Städten Schulen, Kirchengemeinden (z. B. der anglikanischen Kirche) und Vereine. Sie brachten auch neue Freizeitgewohnheiten und Sportarten nach Argentinien. So gilt es als unumstritten, dass Fußball durch in Buenos Aires lebende Briten eingeführt wurde. Bereits 1840 spielten britische Seeleute und Siedler zur Unterhaltung eine Vorform des Fußballs am Hafen. Am 20. Juni 1867 fand schließlich das erste offiziell registrierte Fußballspiel auf argentinischem Boden statt, organisiert vom Buenos Aires Football Club (einer Gruppe von Briten) auf dem Gelände des Buenos Aires Cricket Club. In den folgenden Jahrzehnten dominierten britische Einwanderer die Anfänge des argentinischen Fußballs: Bis etwa 1913 wurden alle Meisterschaften von Clubs gewonnen, die von Briten gegründet worden waren. Selbst heute erinnern die Namen vieler Traditionsvereine – etwa River Plate, Boca Juniors, Newell’s Old Boys oder CA Banfield – an britische Wurzeln. Zwischen den argentinischen und englischen Fußballnationalmanschaften entstand später vor allem durch den Falklandkonflikt hervorgerufen eine Rivalität, symbolisiert durch Maradonas „Hand Gottes“ bei der Fußball-WM 1986.
Auch andere britische Sportarten wie Polo, Cricket, Rugby wurden in Argentinien beliebt. Tennis und Golf wurden ebenfalls durch die britische Gemeinde eingeführt; entsprechende Clubs (wie der Hurlingham Club bei Buenos Aires) zählten britische Honoratioren zu ihren Gründern.

Flagge von Puerto Madryn mit walisischem Drachen

### Walisische Einwanderung in Argentinien
Ein besonderes Kapitel der Kulturbeziehungen stellt die walisische Einwanderung in Patagonien dar. Ab 1865 wanderte eine Gruppe von mehreren Hundert Walisern nach Argentinien aus, um in der Abgeschiedenheit Patagoniens ihre Sprache und Kultur ungestört bewahren zu können. Mit Unterstützung der argentinischen Regierung (die das dünn besiedelte Gebiet kolonisieren wollte) gründeten sie in der Provinz Chubut die Siedlungen Puerto Madryn (Ankunftsort 1865), Trelew (gegründet 1886 als Eisenbahnknotenpunkt) und Gaiman (gegründet 1874). Die Y Wladfa genannte walisische Kolonie gedieh trotz harter Anfangsbedingungen am Río Chubut. Bis heute sind die walisischen Wurzeln dort erkennbar: In Gaiman, einer Kleinstadt mit rund 4.000 Einwohnern, wird noch walisisch gesprochen und typisch walisische Gerichte gekocht.

## Wirtschaftsbeziehungen
Die wirtschaftlichen Verflechtungen zwischen Argentinien und Großbritannien haben eine lange Geschichte. Nach der Weltwirtschaftskrise und insbesondere nach dem Zweiten Weltkrieg nahm die Bedeutung Großbritanniens für die argentinische Wirtschaft jedoch ab. Die Verstaatlichungen der Perón-Ära (u. a. der britischen Eisenbahnen 1946–48) reduzierten den direkten britischen Einfluss in Argentinien erheblich und mit dem Krieg 1982 kam der wirtschaftliche Austausch nahezu zum Erliegen. Heute sind die bilateralen Wirtschaftsbeziehungen vergleichsweise überschaubar, da beide Volkswirtschaften unterschiedliche Ausrichtungen haben. Das Handelsvolumen pendelte sich zwischen 2019 und 2024 bei rund 1–1,5 Milliarden US-Dollar jährlich ein. Gehandelt werden vorwiegend Agrarrohstoffe und industrielle und chemische Erzeugnisse. In den 1990er Jahren kauften britische Konzerne im Zuge von Privatisierungen argentinische Unternehmen (z. B. im Energiesektor). Aktuell sind britische Firmen etwa im Öl- und Gassektor (Offshore-Förderung), im Bergbau und im Finanzwesen in Argentinien engagiert. Umgekehrt investieren argentinische Unternehmen nur in begrenztem Umfang in Großbritannien. Die bilateralen Handelskammern (etwa die Argentine-British Chamber of Commerce, gegründet 1914) fördern den Austausch und unterstützen Firmen bei Markteintritten.